# Onorificenze cipriote
Elenco delle onorificenze e degli ordini di merito e cavallereschi distribuiti dalla repubblica di Cipro.

## Ordini cavallereschi
| Nastro | Onorificenza                               |
| ------ | ------------------------------------------ |
|        | Ordine di Makarios III                     |
|        | Ordine al Merito della Repubblica di Cipro |

## Medaglie militari e di benemerenza
| Nastro | Onorificenza                             |
| ------ | ---------------------------------------- |
|        | Medaglia di Eudokimos Diokesis           |
|        | Medaglia all'altruismo ed alla dedizione |
|        | Medaglia del difensore della democrazia  |
|        | Medaglia di Zeno di Kition               |
|        | Medaglia per contributi eccezionali      |